# Långtjärnen (Fors socken, Jämtland, 698414-155903)
Långtjärnen är en sjö i Ragunda kommun i Jämtland och ingår i Ångermanälvens huvudavrinningsområde.